# Інгелісе Дрігейс
Інгелісе Дрігейс (нід. Ingelise Driehuis; нар. 17 вересня 1967) — колишня нідерландська тенісистка.
Найвищу одиночну позицію світового рейтингу — 264 місце досягла 25 листопада 1991, парну — 87 місце — 4 липня 1994 року.
Найвищим досягненням на турнірах Великого шолома був чвертьфінал в парному розряді.

## Фінали ITF

### Одиночний розряд: 1 (1–0)
| турніри $50,000 |
| турніри $25,000 |
| турніри $10,000 |

| Результат | Ранг | Дата         | Турнір                                 | Покриття | Суперниця       | Рахунок  |
| Перемога  | 1.   | 6 липня 1987 | Сібрук-Айленд (Південна Кароліна), США | Ґрунт    | Елізабет Гелфін | 6–2, 6–4 |

### Парний розряд: 28 (16-12)
| Результат | No  | Дата              | Турнір                                 | Покриття | Партнерка         | Суперниці у фіналі                  | Рахунок             |
| Перемога  | 1.  | 21 липня 1986     | Амерсфорт, Нідерланди                  | Ґрунт    | Сімоне Шилдер     | Кає Генд Валда Лейк                 | 6–1, 4–6, 6–0       |
| Перемога  | 2.  | 1 червня 1987     | Брандон (Флорида), США                 | Ґрунт    | Ліз Грегорі       | Кеті Фоксворт Теммі Віттінгтон      | 7–6(3), 6–7(8), 6–4 |
| Перемога  | 3.  | 8 червня 1987     | Кі-Біскейн (Флорида), США              | Тверде   | Ліз Грегорі       | Кеті Фоксворт Теммі Віттінгтон      | 3–6, 7–6(4), 6–2    |
| Перемога  | 4.  | 15 червня 1987    | Бірмінгем (Алабама), США               | Тверде   | Ліз Грегорі       | Катріна Адамс Соня Ген              | 6–7(0), 6–4, 6–2    |
| Перемога  | 5.  | 29 червня 1987    | Літчфілд (Каліфорнія), США             | Ґрунт    | Ліз Грегорі       | Paulette Roux Ріта Вайнбаргер       | 7–5, 6–2            |
| Перемога  | 6.  | 6 липня 1987      | Сібрук-Айленд (Південна Кароліна), США | Ґрунт    | Ліз Грегорі       | Кеті Фоксворт Теммі Віттінгтон      | 6–1, 6–2            |
| Перемога  | 7.  | 13 липня 1987     | Фаєтвіль (Арканзас), США               | Ґрунт    | Кеті Фоксворт     | Робін Лемб Сілвія Шенк              | 6–2, 2–6, 6–3       |
| Перемога  | 8.  | 20 липня 1987     | Філадельфія, США                       | Тверде   | Катріна Адамс     | Кеті Фоксворт Теммі Віттінгтон      | 6–3, 6–4            |
| Перемога  | 9.  | 28 вересня 1987   | Бетесда (Огайо), США                   | Тверде   | Джилл Гетерінгтон | Дена Леві Джейн Томас               | 6–1, 6–3            |
| Поразка   | 10. | 5 червня 1989     | Кашкайш, Португалія                    | Ґрунт    | Голлі Денфорт     | Робін Філд Леслі О'Галлоран         | 2–6, 6–2, 4–6       |
| Перемога  | 11. | 12 червня 1989    | Алгарве, Португалія                    | Тверде   | Теміс Замбржицькі | Робін Філд Мішель Андерсон          | 6–2, 4–6, 6–0       |
| Перемога  | 12. | 19 червня 1989    | Мадейра, Португалія                    | Тверде   | Александра Ніпел  | Петра Голубова Алісе Ногачова       | 6–3, 6–1            |
| Поразка   | 13. | 10 липня 1989     | Ерланген, Західна Німеччина            | Ґрунт    | Дженніфер Ф'юкс   | Андреа Бецнер Вілтруд Пробст        | 2–6, 3–6            |
| Поразка   | 14. | 20 листопада 1989 | Bulleen, Австралія                     | Тверде   | Алісія Мей        | Хіракі Ріка Клодін Толеафоа         | 6–7, 4–6            |
| Поразка   | 15. | 28 травня 1990    | Лісабон, Португалія                    | Ґрунт    | Джастін Годдер    | Ана-Белен Кінтана Ана Сегура        | 0–6, 2–6            |
| Перемога  | 16. | 4 червня 1990     | Лісабон, Португалія                    | Ґрунт    | Джастін Годдер    | Ана-Белен Кінтана Ана Сегура        | 6–3, 6–3            |
| Поразка   | 17. | 11 червня 1990    | Кашкайш, Португалія                    | Ґрунт    | Луїс Флемінг      | Ельс Калленс Каролін Віллот         | 6–2, 4–6, 6–7(6)    |
| Перемога  | 18. | 16 липня 1990     | Шварцах-ім-Понгау, Австрія             | Ґрунт    | Луїс Флемінг      | Кора Ліннеман Рут Сімен             | 6–2, 6–0            |
| Перемога  | 19. | 27 серпня 1990    | Палермо, Італія                        | Ґрунт    | Луїс Флемінг      | Емманюель Дерлі Зандра Райхель      | 6–1, 6–1            |
| Поразка   | 20. | 18 листопада 1990 | Нуріоотпа, Австралія                   | Тверде   | Луїс Флемінг      | Яюк Басукі Сузанна Вібово           | 6–7, 1–6            |
| Поразка   | 21. | 1 квітня 1991     | Мулен (Альє), Франція                  | Тверде   | Луїс Флемінг      | Катрін Сюїр Сандрін Тестю           | 3–6, 4–6            |
| Поразка   | 22. | 22 липня 1991     | Сецце, Італія                          | Ґрунт    | Джастін Годдер    | Деніелл Джонс Луїс Флемінг          | 3–6, 2–6            |
| Поразка   | 23. | 19 серпня 1991    | Сполето, Італія                        | Ґрунт    | Луїс Флемінг      | Ана Сегура Ханет Соуто              | 6–3, 6–7, 4–6       |
| Поразка   | 24. | 11 листопада 1991 | Маунт-Гамбір, Австралія                | Тверде   | Луїс Флемінг      | Крістін Годрідж Ніколь Пратт        | 7–6, 3–6, 4–6       |
| Поразка   | 25. | 25 листопада 1991 | Мілдьюра, Австралія                    | Тверде   | Луїс Флемінг      | Кетрін Берклей Луїс Стейсі          | 4–6, 3–6            |
| Перемога  | 26. | 30 березня 1992   | Мулен (Альє), Франція                  | Ґрунт    | Сімоне Шилдер     | Петра Рацлавська Ева Мартінцова     | 6–4, 7–5            |
| Перемога  | 27. | 20 квітня 1992    | Рамат-га-Шарон, Ізраїль                | Тверде   | Карін Баккум      | Габі Горенгель Яел Сегал            | 6–2, 6–1            |
| Поразка   | 28. | 2 листопада 1992  | Матіда (Токіо), Японія                 | Трава    | Кідовакі Мая      | Джулі Річардсон Мішелл Джаггерд-Лай | 3–6, 5–7            |